# Oostnieuwkerke
Oostnieuwkerke är en ort i Belgien.   Den ligger i provinsen Västflandern och regionen Flandern, i den västra delen av landet, 90 km väster om huvudstaden Bryssel. Oostnieuwkerke ligger 23 meter över havet och antalet invånare är 3 422.
Terrängen runt Oostnieuwkerke är mycket platt. Runt Oostnieuwkerke är det tätbefolkat, med 591 invånare per kvadratkilometer.. Närmaste större samhälle är Roeselare, 4,6 km öster om Oostnieuwkerke. 
Trakten runt Oostnieuwkerke består till största delen av jordbruksmark.